# Пезаро
Пѐзаро (на италиански: Pesaro) e град и община, административен център на провинция Пезаро и Урбино, в региона Марке, Италия.
Пезаро има 94 197 жители (1 януари 2009 г.) и заема площ от 126 km². Той е важен туристически център на италианската Адрия.
В града се намира родната къща на композитора Джоакино Росини.
През древността e етруски град с името Пизаурум, където е роден поетът Луций Акций (170 пр.н.е. – 90 пр.н.е.).
Град Пезаро, заедно с Равена и още три града, е формирал прочутият в Италия „Равенски Пентаполис“.

## Известни личности
Родени в Пезаро
- Масимо Амброзини (р. 1977), футболист
- Елза Де Джорджи (1914-1997), актриса
- Риц Ортолани (1926 – 2014), композитор
- Джоакино Росини (1792 – 1868), композитор
- Рената Тебалди (1922 – 2004), оперна певица